# Dompierre (Vaud)
Dompierre é uma comuna da Suíça, situada no distrito de Broye-Vully, no cantão de Vaud. Tem 3,21 km² de área e sua população em 2018 foi estimada em 713 habitantes.